# Capucin à tête noire
Lonchura atricapilla
Espèce
Statut de conservation UICN

 LC  : Préoccupation mineure
Le Capucin à tête noire (Lonchura atricapilla) est une espèce de passereaux appartenant à la famille des Estrildidae.